# Врублівецький ліс (пам'ятка природи)
Врубліве́цький ліс — комплексна пам'ятка природи місцевого значення в Україні. Розташована в межах Кам'янець-Подільського району Хмельницької області, на південний схід від села Врублівці. 
Площа 89 га. Статус надано згідно з рішенням облвиконкому від 19.10.1988 року № 153. Перебуває у віданні: КП «Надра Кам'янеччини». 
Статус надано з метою збереження лісового масиву на правобережжі річки Тернава (притока Дністра). Північний край лісу підступає до мальовничого скелястого урвища каньйону Тернави.
Пам'ятка природи «Врублівецький ліс» входить до складу національного природного парку «Подільські Товтри».

## Галерея

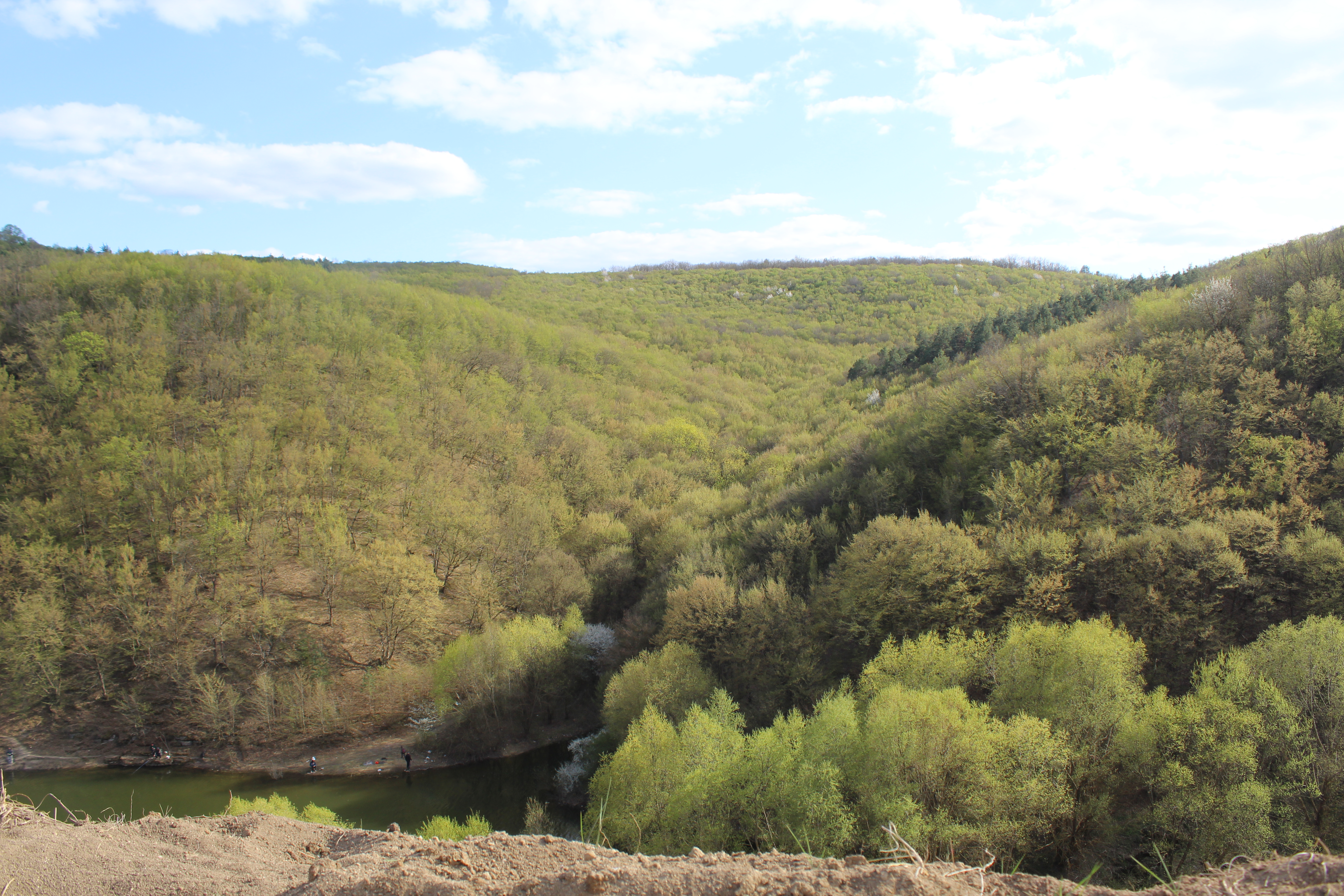
Врублівецький ліс
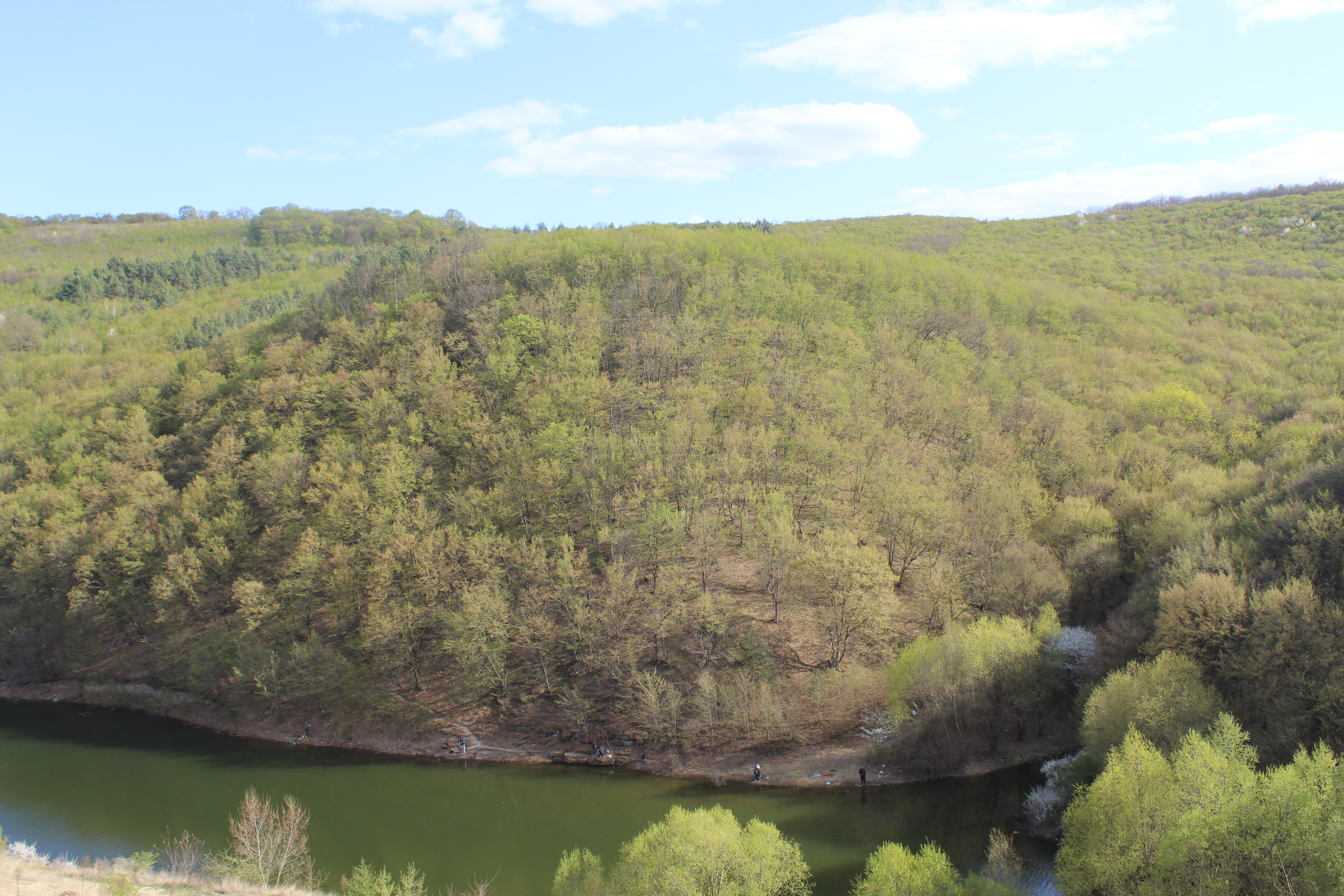
Врублівецький ліс (пам'ятка природи)
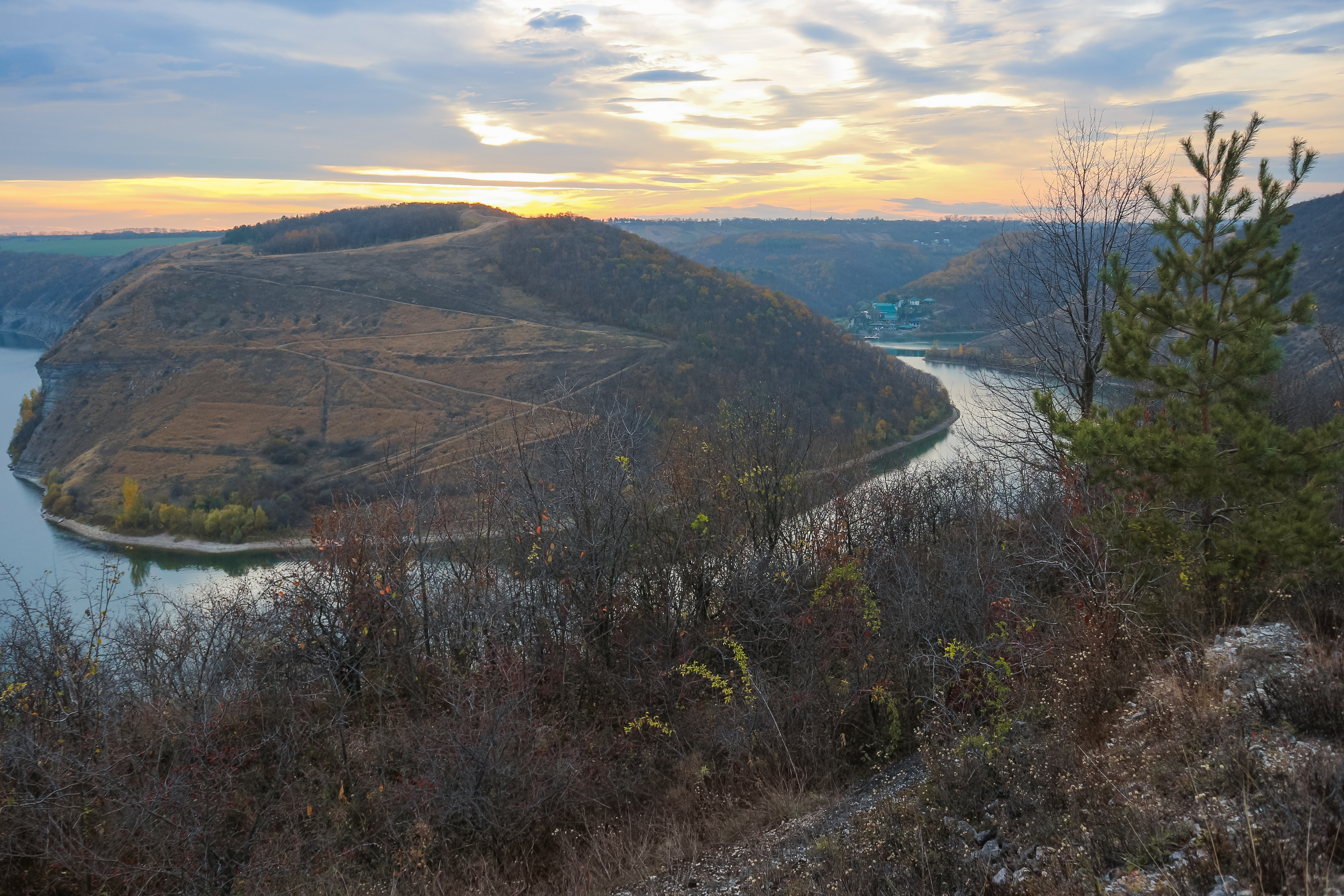
Лісовий масив поблизу села Врубівці